# Zdeněk Hrášek
Zdeněk Hrášek (19. února 1954 – 30. října 2016) byl český kytarista a hudebník.
Byl například členem Studiového Orchestru Petra Hapky, jazzrockové skupiny Mahagon nebo Swing Bandu Ferdinanda Havlíka. Do června 2003 byl členem orchestru činohry ND v Praze. Zde také hrál v několika hrách a hudebně se podílel na jejich tvorbě.
V roce 2006 u něho lékaři objevili rakovinu oka, které mu lékaři museli odstranit. Později onemocněl rakovinou jater, na kterou v roce 2016 zemřel. Byl pohřben na Vinohradském hřbitově.
Jeho manželkou byla herečka Simona Postlerová, se kterou měl dceru Janu Magdalénu (nar. 1992) a syna Damiána (nar. 1994).